# محمد بن المفرج
محمد بن المفرج، هو أبو عبد الله محمد بن المفرج بن إبراهيم البطليوسي المقرئ، المتوفى سنة 494هـ.
تتلمذ على عدد من العلماء، منهم: محمد مكي القيسي، وأبو عمرو الداني، وأبو علي الأهوازي، وأبو عبد الله محمد بن الحسين الكارزيني، وأبو العباس المهدوي، وابن نفيس، وعبد الباقي بن فارس، ونصر الشيرازي.
وامتاز ابن المفرج بتتلمذه على عدد من كبار علماء القراءات أثناء رحلته العلمية التي شملت الأندلس والمشرق، ومن أولئك العلماء أبو عمرو الداني ومكي القيسي والأخوازي وابن نفيس، وهو ما دفع  أبو عبد الله الحافظ للقول: «وما علمت أحدا جمع الأخذ عن هؤلاء».
وذلك على الرغم من تشكيك بعض المؤرخين في هذا الامتياز، كما قال الذهبي: «وزعم أنه قرأ على مكي، وأبي عمرو الداني، وأبي علي الأهوازي، وأبي عبد الله محمد بن الحسين الكارزيني».
وأما عن موقف العلماء منه:
فقد قال ابن بشكوال: «روى عن أبي عمرو الداني فيما كان يزعم، وذكر أن له رحلة إلى المشرق روى فيها عن الأهوازي، وكان يكذب فيما ذكره من ذلك كله». وقال الذهبي: «وقد روى أبو القاسم بن عيسى القراءات، وليس هو بثقة».
وقال أيضاً: «محمد بن المفرج بن إبراهيم البطليوسي، المقرئ أبو عبد الله».
قال ابن الجزري: «توفي بالمرية سنة أربع وتسعين وأربعمائة».

## اسمه ونسبه
أبو عبد الله محمد بن المفرج بن إبراهيم البطليوسي المقرئ، المتوفى سنة 494هـ.

## ما امتاز به
امتاز بتتلمذه على عدد من كبار علماء القراءات أثناء رحلته العلمية التي شملت الأندلس والمشرق، ومن أولئك العلماء أبو عمرو الداني ومكي القيسي والأخوازي وابن نفيس، وهو ما دفع أبو عبد الله الحافظ للقول: «وما علمت أحدا جمع الأخذ عن هؤلاء».
وذلك على الرغم من تشكيك بعض المؤرخين في هذا الامتياز، كما قال الذهبي: «وزعم أنه قرأ على مكي، وأبي عمرو الداني، وأبي علي الأهوازي، وأبي عبد الله محمد بن الحسين الكارزيني»

## شيوخه
1. محمد مكي القيسي.
2. أبو عمرو الداني.
3. أبو علي الأهوازي.
4. أبو عبد الله محمد بن الحسين الكارزيني.
5. أبو العباس المهدوي.
6. ابن نفيس.
7. عبد الباقي بن فارس.
8. نصر الشيرازي.[6][7]

## موقف العلماء منه
1. قال ابن بشكوال: «روى عن أبي عمرو الداني فيما كان يزعم، وذكر أن له رحلة إلى المشرق روى فيها عن الأهوازي، وكان يكذب فيما ذكره من ذلك كله».
2. قال الذهبي: «وقد روى أبو القاسم بن عيسى القراءات، وليس هو بثقة».[7]
3. وقال أيضاً: «محمد بن المفرج بن إبراهيم البطليوسي، المقرئ أبو عبد الله».[8]
4. قال ابن الجزري «محمد بن المفرج...مقرئ متصدر مشهور».[3]
5. قال ابن حجر العسقلاني: «وقرأت على أبي حيان بن حيان ابن الشيخ أبي حيان أن جده أخبرهم قال: سألت الحافظ أبا علي بن أبي الأحوص، عن أبي بكر محمد بن المفرج البطليوسي المعروف بالربوبلة فقال: هو ثقة».[9]

## وفاته
قال ابن الجزري: «توفي بالمرية سنة أربع وتسعين وأربعمائة».

## أهمية الموضوع
لأن المترجم له امتاز بتتلمذه على عدد من كبار علماء القراءات أثناء رحلته العلمية التي شملت الأندلس والمشرق، ومن أولئك العلماء أبو عمرو الداني ومكي القيسي، وقيل لم يكن كذلك، فالعلماء مختلفون فيه وإن صح أنه تتلمذ عليهم فقد أخذ عن أكابر القراء، وهذا له أهمية كبرى.